# Gaúcho-hegység
A Gaúcho-hegység (portugálul Serra Gaúcha) Brazília déli részén fekszik. Területére jellemző a német és olasz bevándorlók, kisebb mértékben a gaúchók (lovas pásztorok) kultúrája. Tengerszint feletti magasságának és az Egyenlítőtől való távolságának köszönhetően jelentős részére mérsékelt övi éghajlat jellemző. A területén a legnépesebb község Caxias do Sul.

## Földrajz
Rio Grande do Sul állam északkeleti vidékén helyezkedik el, földrajzilag a Geral-hegység része. Magassága 500 és 1300 méter között váltakozik. A legmagasabb hegycsúcs az 1403 méteres Pico do Monte Negro (amely egyben az állam legmagasabb pontja is), São José dos Ausentes község területén. A Gaúcho-hegység területén 75 község (município) van.

## Kultúra
Egyes részein indiánok laktak, azonban a 18–19. században a brazil kormány parancsára elüldözték őket, hogy előkészítsék a helyet a fehér európai gyarmatosítóknak. A 19. században európai bevándorlók érkeztek (1824-től németek a Rajna vidékéről, 1875-től olaszok Veneto régióból). A Gaúcho-hegység területén ma is elkülönül a német, olasz és gaúcho kultúrájú régió:
- a németek jellemző községei Gramado, Canela, Nova Petrópolis; sokan ma is őrzik nyelvüket, konyhaművészetüket, kultúrájukat (pl. minden évben tartanak Oktoberfestet)
- az olaszok a vidék iparosodását és szőlőművelését mozdították előre, az általuk alapított legfontosabb községek Caxias do Sul és Bento Gonçalves
- a szubtrópusi Campos de Cima da Serra vidékét a gaúcho kultúra jellemzi, a bandeiranték és indiánok leszármazottjai főként állattenyésztéssel foglalkoztak

Számos tematikus turistaút halad át rajta (Rota Romântica, Caminhos da Colônia, Rota da Uva e o Vinho, Rota dos Campos de Cima da Serra). Ismert turisztikai célpontok a Hortenzia-vidék (Região das Hortênsias), vagy Nova Prata termálfürdői.

## Gazdaság
Jelentős ipara, mezőgazdasága, turizmusa. Részben mérsékelt övi éghajlatának köszönhetően a Gaúcho-hegység az ország legfontosabb borvidéke; itt készül a brazil borok 90%-a.